# 中原麻衣と浅倉杏美のらぶえんじぇる
『中原麻衣と浅倉杏美のらぶえんじぇる』（なかはらまいとあさくらあずみのらぶえんじぇる）は、2011年10月9日から2014年4月6日まで文化放送超!A&G+で配信されていたラジオ番組。

## 番組概要
究極の愛と萌えを追求する会社「らぶえんじぇる」を、パーソナリティの中原麻衣（部長）と浅倉杏美（社長）がリスナー（契約社員）と共に大きくしていく、というシチュエーションラジオ番組。

### 配信時間
毎週更新（超!A&G+）
- 2011年10月9日 - 2012年4月1日

日曜（土曜深夜）1:00 - 1:30（リピート配信：日曜 9:00 - 9:30）
- 2012年4月8日 - 2013年3月31日

日曜（土曜深夜）1:00 - 1:30（リピート配信：日曜 8:00 - 8:30）
- 2013年4月7日 - 2014年4月6日

日曜（土曜深夜）1:00 - 1:30（リピート配信：日曜 7:00 - 7:30）
※本配信終了後に公式サイトのネットラジオ『らぶすとりーむ』にてアーカイブ配信

### パーソナリティ
中原麻衣 - 部長（←副部長←次長←課長←社員）
浅倉杏美 - 社長

### 提供
シーサイド・コミュニケーションズ

## コーナー
ロード・オブ・ザ・モエリスト
浅倉社長が「萌え」を提供するコーナー。
ニューモエノ方程式

萌えミーティング
あらゆる「萌え」に対して、パーソナリティの2人が「アリ」か「ナシ」かに分かれて議論をするコーナー。
フォトシアター
リスナーから募集した写真に「萌え」を付加するコーナー。
萌え大喜利
「萌え」を題材にした大喜利をするコーナー。
らぶえんじぇる研究室
さまざまな「萌え」を研究・開発するコーナー。

## イベント
※太字は番組単独イベント
| 開催日   | イベント名                                                             | 会場                       | 備考                                                          |
| 2012年   | 2012年                                                                 | 2012年                     | 2012年                                                        |
| -------- | ---------------------------------------------------------------------- | -------------------------- | ------------------------------------------------------------- |
| 8月26日  | ごぶごぶちゃん☆×らぶえんじぇる 夏の祭典Tシャツfesta2012                | 星陵会館                   | 『ごぶごぶちゃん☆』との合同イベント                           |
| 2013年   |                                                                        |                            |                                                               |
| 4月21日  | 中原麻衣と浅倉杏美のらぶえんじぇる〜萌え萌え博覧会2013〜               | 科学技術館サイエンスホール | 番組初の単独イベント                                          |
| 8月11日  | ごぶごぶちゃん☆×らぶえんじぇる合同イベント〜Seaside Summer Festa2013〜 | ニッショーホール           | 『ごぶごぶちゃん☆』との合同イベント                           |
| 12月22日 | SEASIDE LIVE FES 2013                                                  | 新宿BLAZE                  | シーサイド・コミュニケーションズ制作の3番組による合同イベント |
| 2014年   |                                                                        |                            |                                                               |
| 5月10日  | 中原麻衣と浅倉杏美のらぶえんじぇる解散式                               | 科学技術館サイエンスホール |                                                               |

## 関連商品

### CD・DVD・Blu-ray
| 販売日   | タイトル名 | 備考                                                                                                   |        |
| 2011年   | 2011年 | 2011年                                                                                                 | 2011年 |
| -------- | --- | --- | ------ |
| 12月29日 | 中原麻衣と浅倉杏美のらぶえんじぇる 萌え萌えぱらだいすvol.1                                                                       | オーディオCD（新規収録〈ゲスト：中村繪里子〉）+ MP3CD（過去放送第1回 - 第8回）                         |        |
| 2012年   | | |        |
| 3月31日  | 中原麻衣と浅倉杏美のらぶえんじぇる 萌え萌えぱらだいすvol.2〜ドキドキらぶらぶ箱根ライブツアー〜                                   | オーディオCD（新規収録）+ MP3CD（過去放送第9回 - 第21回）                                              |        |
| 8月10日  | 中原麻衣と浅倉杏美のらぶえんじぇる 萌え萌えぱらだいすvol.3〜京都射止めよ!萌えリンピック日本代表への道〜                          | オーディオCD（新規収録）+ MP3CD（過去放送第22回 - 第34回）+ 別冊DVD（先行販売特典）                    |        |
| 12月29日 | 中原麻衣と浅倉杏美のらぶえんじぇる 萌え萌えぱらだいすvol.4〜わくわく萌え萌えメルヘンランド〜                                     | オーディオCD（新規収録）+ MP3CD（過去放送第35回 - 第47回）+ 別冊DVD（先行販売特典）                    |        |
| 2013年   | | |        |
| 8月11日  | 中原麻衣と浅倉杏美のらぶえんじぇる 萌え萌えぱらだいすvol.5〜合同イベント記念!らぶえんじぇるvsごぶごぶちゃん☆萌え萌え三番勝負！〜 | オーディオCD（新規収録〈ゲスト：中村繪里子、田村睦心〉）+ MP3CD（過去放送第48回 - 第60回）             |        |
| 11月5日  | 中原麻衣と浅倉杏美のらぶえんじぇる 萌え萌えぱらだいすvol.6〜熱海・初島ふたりのアイランド〜                                       | - オーディオCD（新規収録）+ MP3CD（過去放送第61回 - 第73回） - 合同ライブスペシャルセットにて特典DVD付 |        |
| 12月7日  | 6COLORS〜SEASIDE LIVE FES 2013                                                                                                   | イベント『SEASIDE LIVE FES 2013』に参加する3番組のパーソナリティによる楽曲CD + メイキングDVD           |        |
| 2014年   | | |        |
| 5月10日  | 中原麻衣と浅倉杏美のらぶえんじぇる 萌え萌えぱらだいすvol.7〜ザ・ベリー・ベスト・オブ・らぶえんじぇる!〜                          | オーディオCD（新規収録）+ MP3CD（過去放送第74回 - 第131回）                                            |        |
| 5月10日  | SEASIDE LIVE FES 2013 Blu-ray&DVD                                                                                                | イベント『SEASIDE LIVE FES 2013』の映像化作品                                                          |        |

### グッズ
| 販売日   | グッズ名                                                             | 備考 |
| -------- | -------------------------------------------------------------------- | --- |
|          | らぶT                                                                | パーソナリティの2人がそれぞれデザインしたTシャツ                                                                                            |
|          | ひまわりとじぇるじぇる                                               | パーソナリティの2人がそれぞれデザインしたTシャツ                                                                                            |
|          | 十五夜じぇるじぇる                                                   | パーソナリティの2人がそれぞれデザインしたTシャツ                                                                                            |
|          | 手形Tシャツ                                                          | パーソナリティの2人がそれぞれデザインしたTシャツ                                                                                            |
| 2013年   |                                                                      | |
| 4月21日  | 中原麻衣と浅倉杏美のらぶえんじぇる パーカー                          | - イベント『中原麻衣と浅倉杏美のらぶえんじぇる〜萌え萌え博覧会2013〜』会場販売 - 色：ネイビー（中原デザイン） / ホワイト（浅倉デザイン）    |
| 4月21日  | 中原麻衣と浅倉杏美のらぶえんじぇる 萌え萌え博覧会Tシャツ             | - イベント『中原麻衣と浅倉杏美のらぶえんじぇる〜萌え萌え博覧会2013〜』会場販売 - 3商品セット購入で割引 + 特典（新規録りおろしスペシャルCD） |
| 4月21日  | 中原麻衣と浅倉杏美のらぶえんじぇる 萌え萌え博覧会リストバンド        | - イベント『中原麻衣と浅倉杏美のらぶえんじぇる〜萌え萌え博覧会2013〜』会場販売 - 3商品セット購入で割引 + 特典（新規録りおろしスペシャルCD） |
| 4月21日  | 中原麻衣と浅倉杏美のらぶえんじぇる 萌え萌え博覧会トートバッグ        | - イベント『中原麻衣と浅倉杏美のらぶえんじぇる〜萌え萌え博覧会2013〜』会場販売 - 3商品セット購入で割引 + 特典（新規録りおろしスペシャルCD） |
| 8月11日  | 合同イベント記念Tシャツ「Seaside Summer Feast2013」                  | 合同イベント『ごぶごぶちゃん☆×らぶえんじぇる合同イベント〜Seaside Summer Festa2013』会場販売                                                |
| 8月11日  | 合同イベント記念ハンドタオル「らぶえんじぇる☆ver.」                  | 合同イベント『ごぶごぶちゃん☆×らぶえんじぇる合同イベント〜Seaside Summer Festa2013』会場販売                                                |
| 8月11日  | 合同イベント記念リストバンド「Seaside Summer Feata2013リストバンド」 | 合同イベント『ごぶごぶちゃん☆×らぶえんじぇる合同イベント〜Seaside Summer Festa2013』会場販売                                                |
| 8月11日  | らぶえんじぇる絆創膏                                                 | 合同イベント『ごぶごぶちゃん☆×らぶえんじぇる合同イベント〜Seaside Summer Festa2013』会場販売                                                |
| 12月22日 | SEASIDE LIVE FES 2013パンフレット                                    | 合同イベント『SEASIDE LIVE FES 2013』会場販売                                                                                               |
| 12月22日 | SEASIDE LIVE FES 2013パーカー                                        | 合同イベント『SEASIDE LIVE FES 2013』会場販売                                                                                               |
| 12月22日 | SEASIDE LIVE FES 2013Tシャツ                                         | 合同イベント『SEASIDE LIVE FES 2013』会場販売                                                                                               |
| 12月22日 | SEASIDE LIVE FES 2013マフラータオル                                  | 合同イベント『SEASIDE LIVE FES 2013』会場販売                                                                                               |
| 12月22日 | SEASIDE LIVE FES 2013リストバンド                                    | 合同イベント『SEASIDE LIVE FES 2013』会場販売                                                                                               |
| 12月22日 | SEASIDE LIVE FES 2013トートバッグ                                    | 合同イベント『SEASIDE LIVE FES 2013』会場販売                                                                                               |
| 12月22日 | SEASIDE LIVE FES 2013ペンライト（6本セット）                         | 合同イベント『SEASIDE LIVE FES 2013』会場販売                                                                                               |
| 12月29日 | シーサイドカレンダー 2014                                            | シーサイド・コミュニケーションズ制作の4番組による2014年合同カレンダー                                                                       |
| 12月29日 | シーサイド福袋 2014                                                  | シーサイド・コミュニケーションズの関連商品が入った福袋 + 特典DVD                                                                            |
| 2014年   |                                                                      | |
| 5月10日  | らぶえんじぇるTシャツ2014                                            | イベント『中原麻衣と浅倉杏美のらぶえんじぇる解散式』会場販売                                                                                |